# Fausto Rossini
Fausto Rossini (Grosseto, 2 marzo 1978) è un ex calciatore italiano, di ruolo attaccante.

## Carriera

### Giocatore

#### Club
Cresciuto nel Margine Coperta e nelle giovanili dell'Atalanta, ha esordito in Serie A con i bergamaschi il 15 maggio 1997 in Atalanta-Roma 0-4. Nel 1997 è passato in prestito al Nizza in Ligue 2, ma dopo pochi mesi è ritornato all'Atalanta dove in 6 stagioni (4 in Serie A e 2 in Serie B) ha disputato 105 partite in campionato segnando 17 gol, il primo dei quali il 22 febbraio 1998 allo Stadio Rigamonti contro il Brescia. Da ricordare la doppietta a Milano contro il Milan il giorno del suo venticinquesimo compleanno, cioè il 2 marzo 2003, che valse per il momentaneo 3-0 a favore della squadra neroazzurra.
Nel 2003 si è trasferito al Bologna, che l'anno seguente lo ha ceduto in prestito alla Sampdoria, in cui segnerà il goal numero 2000 per la società blucerchiata. Nel 2005 è passato all'Udinese e nel 2006 al Catania, contribuendo alla salvezza della squadra siciliana con un gol nella decisiva sfida contro il Chievo, giocata in campo neutro a Bologna.
Dal 2007 al 2009 ha giocato con il Livorno con cui nel 2008-2009 ha segnato 7 gol in Serie B, record personale sotto il profilo realizzativo in campionato, che però non gli hanno valso il rinnovo del contratto con la società toscana.
Dopo 6 mesi da svincolato, alla fine della sessione di mercato invernale del 2010 è stato tesserato dalla squadra svizzera del Bellinzona. Con la squadra ticinese ha disputato 7 partite (di cui 3 da titolare) prima di un infortunio al ginocchio che lo ha tenuto lontano dai campi da gioco fino al termine della stagione.
Nel luglio 2010 è stato in prova al Como, squadra da cui è stato poi ingaggiato a fine agosto. Il 4 gennaio 2011 ha rescisso il contratto con i lariani dopo cinque mesi nei quali ha totalizzato 21 presenze e 7 gol.

#### Nazionale
Conta 3 presenze con le Nazionali giovanili italiane: una nel 1993 con l'Under-16 e 2 presenze con un gol nel 1998 con la Nazionale Under-21.

### Dopo il ritiro
Nell'estate 2012 si ritira dal calcio giocato a causa di un infortunio al ginocchio e diventa allenatore della squadra Allievi Regionali della Trevigliese
. A fine stagione lascia la squadra e inizia a lavorare nell'azienda della moglie, nel settore dei cosmetici.

## Statistiche

### Presenze e reti nei club
| Stagione        | Squadra         | Campionato      | Campionato | Campionato | Coppe nazionali | Coppe nazionali | Coppe nazionali | Coppe continentali | Coppe continentali | Coppe continentali | Altre coppe | Altre coppe | Altre coppe | Totale | Totale |
| Stagione        | Squadra         | Comp            | Pres       | Reti       | Comp            | Pres            | Reti            | Comp               | Pres               | Reti               | Comp        | Pres        | Reti        | Pres   | Reti   |
| --------------- | --------------- | --------------- | ---------- | ---------- | --------------- | --------------- | --------------- | ------------------ | ------------------ | ------------------ | ----------- | ----------- | ----------- | ------ | ------ |
| 1996-gen.1997   | Atalanta        | A               | 1          | 0          | CI              | 1               | 0               | -                  | -                  | -                  | -           | -           | -           | 2      | 0      |
| 1997-1998       | Atalanta        | A               | 8          | 1          | CI              | 2               | 0               | -                  | -                  | -                  | -           | -           | -           | 10     | 1      |
| 1998-1999       | Atalanta        | B               | 12         | 1          | CI              | 5               | 2               | -                  | -                  | -                  | -           | -           | -           | 17     | 3      |
| 1999-2000       | Atalanta        | B               | 23         | 3          | CI              | 2               | 0               | -                  | -                  | -                  | -           | -           | -           | 25     | 3      |
| 2000-2001       | Atalanta        | A               | 18         | 4          | CI              | 6               | 1               | -                  | -                  | -                  | -           | -           | -           | 24     | 5      |
| 2001-2002       | Atalanta        | A               | 19         | 5          | CI              | 1               | 1               | -                  | -                  | -                  | -           | -           | -           | 20     | 6      |
| 2002-2003       | Atalanta        | A               | 23+2       | 3          | CI              | 1               | 0               | -                  | -                  | -                  | -           | -           | -           | 26     | 3      |
| Totale Atalanta | Totale Atalanta | Totale Atalanta | 104+2      | 17         |                 | 17              | 4               |                    | -                  | -                  |             | -           | -           | 134    | 21     |
| 2003-2004       | Bologna         | A               | 13         | 1          | CI              | 2               | 1               | -                  | -                  | -                  | -           | -           | -           | 15     | 2      |
| 2004-2005       | Sampdoria       | A               | 31         | 2          | CI              | 1               | 0               | -                  | -                  | -                  | -           | -           | -           | 32     | 2      |
| 2005-2006       | Udinese         | A               | 14         | 0          | CI              | 4               | 0               | UCL+CU             | 2+4                | 0                  | -           | -           | -           | 24     | 0      |
| 2006-2007       | Catania         | A               | 16         | 2          | CI              | 0               | 0               | -                  | -                  | -                  | -           | -           | -           | 16     | 2      |
| 2007-2008       | Livorno         | A               | 20         | 3          | CI              | 1               | 0               | -                  | -                  | -                  | -           | -           | -           | 21     | 3      |
| 2008-2009       | Livorno         | B               | 24+1       | 7          | CI              | 1               | 0               | -                  | -                  | -                  | -           | -           | -           | 26     | 7      |
| Totale Livorno  | Totale Livorno  | Totale Livorno  | 44+1       | 10         |                 | 2               | 0               |                    | -                  | -                  |             | -           | -           | 47     | 10     |
| gen.-giu. 2010  | Bellinzona      | SL              | 7          | 0          | CS              | -               | -               | -                  | -                  | -                  | -           | -           | -           | 7      | 0      |
| 2010-2011       | Como            | 1D              | 21         | 7          | CI+CI-LP        | 0               | 0               | -                  | -                  | -                  | -           | -           | -           | 9      | 1      |
| Totale carriera | Totale carriera | Totale carriera | 238+3      | 26         |                 | 26              | 5               |                    | 6                  | 0                  |             | -           | -           | 273    | 31     |

## Palmarès

### Club
- Trofeo Dossena: 1

Atalanta: 1997
- Campionato Primavera: 1

Atalanta: 1997-1998